# Apollon Kalamarias
Apollon Kalamarias este un club de fotbal din Salonic, Grecia.Aceasta echipa a fost infiintata in 1926 de catre grecii care au venit din Pontus (Turcia de astazi).
Rivali
Prin faptul ca este dintr-un oras foarte important, Salonic, din Grecia exista o mare rivalitate intre Rossoneri si PAOK, in trecut, avand relatii bune cu ei. De asemenea in liga secunda, Football League, au existat incidente intre Aris Thessaloniki si Apollon Pontou. 